# Hydroptila campanulata
Hydroptila campanulata är en nattsländeart som beskrevs av Morton 1896. Hydroptila campanulata ingår i släktet Hydroptila och familjen smånattsländor. Inga underarter finns listade i Catalogue of Life.